# 牛山素行
牛山 素行（うしやま もとゆき、1968年 - ）は、日本の災害情報学者、静岡大学防災総合センター教授、副センター長。特に豪雨災害時の災害情報の伝達などを研究している。

## 経歴
長野県諏訪市出身。信州大学農学部森林工学科を卒業し、信州大学配置の形で岐阜大学大学院連合農学研究科博士課程を修了し、1996年に「近年の水害の特徴とその防災力向上に関する研究」により岐阜大学から博士（農学）を取得した。
その後、慶應義塾大学環境情報学部に通う時期を経て、東京都立大学 (1949-2011)客員研究員となり、さらに京都大学防災研究所助手を経て、東北大学大学院工学研究科附属災害制御研究センター講師となった。
2003年、日本自然災害学会学術賞を受賞。2005年、「豪雨防災情報システムに関する研究」により京都大学から博士（工学）を取得。
その後、岩手県立大学総合政策学部准教授を経て、2009年に静岡大学防災総合センター准教授となった。同年、日本災害情報学会廣井賞 (学術的功績分野) を受賞。2013年10月、教授に昇任。
統計官・統計主事任用資格、防災士、専門社会調査士、土木学会認定上級土木技術者（防災）の資格を持ち、特に2000年代以降は、行政関係の各種委員等を多数歴任している。

## 主な業績

### 単著
- 雨の災害情報学、古今書院 2012年
- 防災に役立つ地域の調べ方講座、古今書院 2012年

### 編著
- 身近な気象・気候調査の基礎、古今書院 2000年